# Effet Hartman
Lors de la traversée par effet tunnel il peut s'avérer que le sommet du paquet d'ondes, associé à une particule, apparaisse franchir la barrière de potentiel à une vitesse supérieure à la vitesse de la lumière. L'effet Hartman, ainsi nommé parce que d'abord décrit par Thomas E. Hartman en 1962, est associé à une très faible transmitivité que montre la barrière tunnel. Pour les particules de masse non nulle, il est assez souvent caché ou pollué par le filtrage haute fréquence que constitue la barrière, due à la grande dispersion de la transmitivité.
Une étude théorique, ou numérique, révèle facilement que le temps de traversée tunnel (défini par le seul moyen du suivi du sommet du paquet d'onde) devient indépendant de l'épaisseur de la barrière, menant à une vitesse supraluminique. L'analyse théorique relie le phénomène au suivi du sommet du paquet, obtenu par la méthode de la phase stationnaire appliquée sur le paquet d'onde incident et le paquet d'onde transmis.
Le phénomène existe aussi lorsque l'on traite la particule quantique d'une façon relativiste, ou que l'on travaille directement sur des photons. C'est d'ailleurs sur ceux-ci que les premières manifestations expérimentales ont été observées. D'autres cas sont à citer à propos de signaux électromagnétiques sur des lignes.
La relativité restreinte n'est pas violée, en ce sens que l'information portée par ces paquets d'ondes ne peut se déplacer plus vite que la vitesse de la lumière : ce n'est pas le sommet du paquet qui est la signature de l'information,.
Les physiciens ne mettent pas en doute l'effet Hartman, mais plutôt l'interprétation du phénomène comme la définition d'un temps de traversée tunnel.

## Analyse
Pour un mode donné appartenant au spectre du paquet d'ondes, le coefficient de transmission en amplitude peut s'exprimer en fonction de son module et de sa phase, tous les deux fonctions du potentiel correspondant à la barrière et de l'énergie E :
{\displaystyle {\mathcal {T}}\,=\,|{\mathcal {T}}|\exp(i\alpha )\;.}
Une analyse par la méthode de la phase stationnaire, appliquée sur la partie incidente du paquet d'ondes (de spectre spatial assez fin) et sur sa partie transmise, montre que la durée entre l'arrivée du sommet du paquet incident et la sortie du paquet transmis prend la forme simple : 
{\displaystyle \tau _{\varphi }\,=\,\hbar \,{\frac {\partial \alpha }{\partial E}}\;.}
On s'aperçoit alors que cette durée tend vers une valeur constante pour des largeurs L de barrière tunnel croissantes. Ceci permet d'envisager une grandeur ayant les dimensions d'une vitesse, V = L/{\displaystyle \tau _{\varphi }}, pouvant atteindre ou dépasser la vitesse de la lumière.

## Illustration
Un paquet d'ondes gaussien (représentatif d'une particule de masse non nulle) d'énergie faible est incident sur une barrière quantique. La figure, un instantané du passage révèle, outre le phénomène d'interférences entre le paquet réfléchi et le paquet incident, le sommet du paquet transmis, qui apparaît en avance par rapport au même paquet qui n'aurait pas eu à subir la barrière de potentiel (courbe en pointillés). Une telle figure est obtenue pour une transmittivité faible et la partie transmise a donc été augmentée d'un facteur important afin de la rendre visible.
Le cartouche fournit un zoom du sommet. L'analyse théorique (et numérique) montre que l'avance du paquet transmis a deux composantes : l'une est l'effet Hartman, l'autre est due au filtrage des fréquences, menant à une déformation du paquet transmis (il n'est plus tout à fait gaussien) favorisant les hautes fréquences ; il s'ensuit que le paquet transmis prendra, au cours du temps, une avance de plus en plus importante.